# Республиканский шуцбунд
Республиканский шуцбунд (нем. Republikanischer Schutzbund — Союз обороны) — военизированная организация Социал-демократической партии Австрии, созданная в 1923 году и действовавшая до 1936 года.

## История
Шуцбунд был создан в 1923 году для самообороны социал-демократических и рабочих организаций и их членов от вооружённых отрядов хеймвера. Включал чешскую секцию.
В июле 1927 года Шуцбунд принял участие в столкновениях с хеймвером.

### Февральское восстание 1934 года в Австрии
12 февраля 1934 года после обыска в штаб-квартире социал-демократов в Линце шуцбундовцы и боевики запрещённых левых организаций стихийно подняли восстание в Линце, Вене и других городах Австрии против всё более и более сдвигающегося вправо правительства.
Однако выступление Шуцбунда не было поддержано СДПА, и после нескольких дней ожесточённых боев, ставших известными как Гражданская война в Австрии, было подавлено. Многие члены Шуцбунда были вынуждены эмигрировать из страны или, как Эрнст Фишер, перешли на коммунистические позиции.

## Организационная структура
Шуцбунд состоял из округов (kreis) примерно соответствовавшие землям, каждый из округов выставлял определённое количество батальонов (abteilung).